# Talayesva
Talayesva   (Comtat de Navajo, 1890 - 1985) o Sun Chief, va ser un intel·lectual d'ètnia hopi conegut per la seva autobiografia, escrita conjuntament amb l'antropòleg de la Universitat Yale Leo Simmons, que descriu la seva vida fins a 1940.
Talayesva va néixer amb el nom de Chuka a Old Oraibi (Arizona, Estats Units d'Amèrica) i va créixer fins als deu anys de manera tradicional hopi, però després va passar deu anys en gran part a la cultura europea abans de tornar a la manera hopi. S'ha suggerit que el mètode d'entrevista de Simmons pot haver portat a Talayesva a revelar més del que se sentia còmode fent i aquest aspecte ha estat un element de discussió sobre ell. En l'àmbit de l'antropologia se'l va denominar «l'home més documentat».